# Taylorsville, Kentucky
Taylorsville är administrativ huvudort i Spencer County i Kentucky. Orten har fått sitt namn efter markägaren Richard Taylor som var far till Zachary Taylor. Enligt 2010 års folkräkning hade Taylorsville 763 invånare.

## Kända personer från Taylorsville
- Cliff Carlisle, musiker